# Friendly Neighborhood Spider-Man
Friendly Neighborhood Spider-Man (с англ. — «Дружелюбный сосед Человек-паук») — серия комиксов о супергерое Человеке-пауке, которая издавалась Marvel Comics с 2005 по 2007 год. Всего было выпущено 24 номера комикса, большинство которых были написаны Питером Дэвидом.

## История
Серия комиксов Friendly Neighbourhood Spider-Man была запущена в октябре 2005 года и выпускалась ежемесячно на протяжении двух лет. Вместе с The Amazing Spider-Man (Vol. 1) и Sensational Spider-Man (Vol. 2) она стала третьей ежемесячной серией комиксов про Человека-паука в классической Вселенной Marvel. Большинство сюжетов в серии были написаны Питером Дэвидом и нарисованы Тодом Ноком.
Всего было выпущено 24 номеров серии. Она закончила своё существование вместе с Sensational Spider-Man (Vol. 2), после чего оставшаяся серия The Amazing Spider-Man, начиная с 546 номера, стала выходить не один раз в месяц, как раньше, а три.

## Сборники
- Spider-Man: The Other (содержит Friendly Neighborhood Spider-Man #1-4, Marvel Knights Spider-Man #19-22 и The Amazing Spider-Man #525-528) 288 страниц, твёрдая обложка — ISBN 0-7851-2188-9, мягкая — ISBN 0-7851-1765-2
- Friendly Neighborhood Spider-Man Volume 1: Derailed (Friendly Neighborhood Spider-Man #5-10) (мягкая обложка)
- Friendly Neighborhood Spider-Man Volume 2: Mystery Date (Friendly Neighborhood Spider-Man #11-16) (мягкая обложка)
- Spider-Man: Back in Black (Friendly Neighborhood Spider-Man #17-23, Annual 1 и The Amazing Spider-Man #539-543) (мягкая и твёрдая обложки)
- Spider-Man: One More Day (The Amazing Spider-Man #544-545, Sensational Spider-Man #40, Friendly Neighborhood Spider-Man #24 и Marvel Spotlight: "Spider-Man - One More Day/Brand New Day", 112 страниц, твёрдая обложка — ISBN 0-7851-2633-3[2], мягкая обложка — ISBN 0-7851-2634-1)[3]